# Castillo de Lanos
El castillo de Lanos, más conocido como castillo de Ocio por encontrarse en un risco que domina el concejo del mismo nombre (Provincia de Álava, España), es una fortaleza medieval perteneciente a la línea fronteriza del antiguo Reino de Navarra con Castilla, situado en una estrecha hondonada en el valle del río Inglares. 

## Localización
Está delimitado en su lado norte por la sierra de Portilla y por la zona sur por las estribaciones del Toloño, llamando inicialmente la atención su risco más cercano (Lanos), que da nombre oficial a su castillo y es emblema del lugar.

## Historia
Los datos arqueológicos datan las primeras construcciones de carácter defensivo en torno al siglo XI, pero son escasos los testimonios que nos aporten información sobre el proceso constructivo y su historia.
Ejercía su función como componente de un grupo de castillos cercanos, como su vecino de Portilla. La construcción ha sido intervenida y reformada ligera y respetuosamente a comienzos del siglo XXI, conservando todavía su torre de homenaje y gran parte de sus muros.

## Descripción

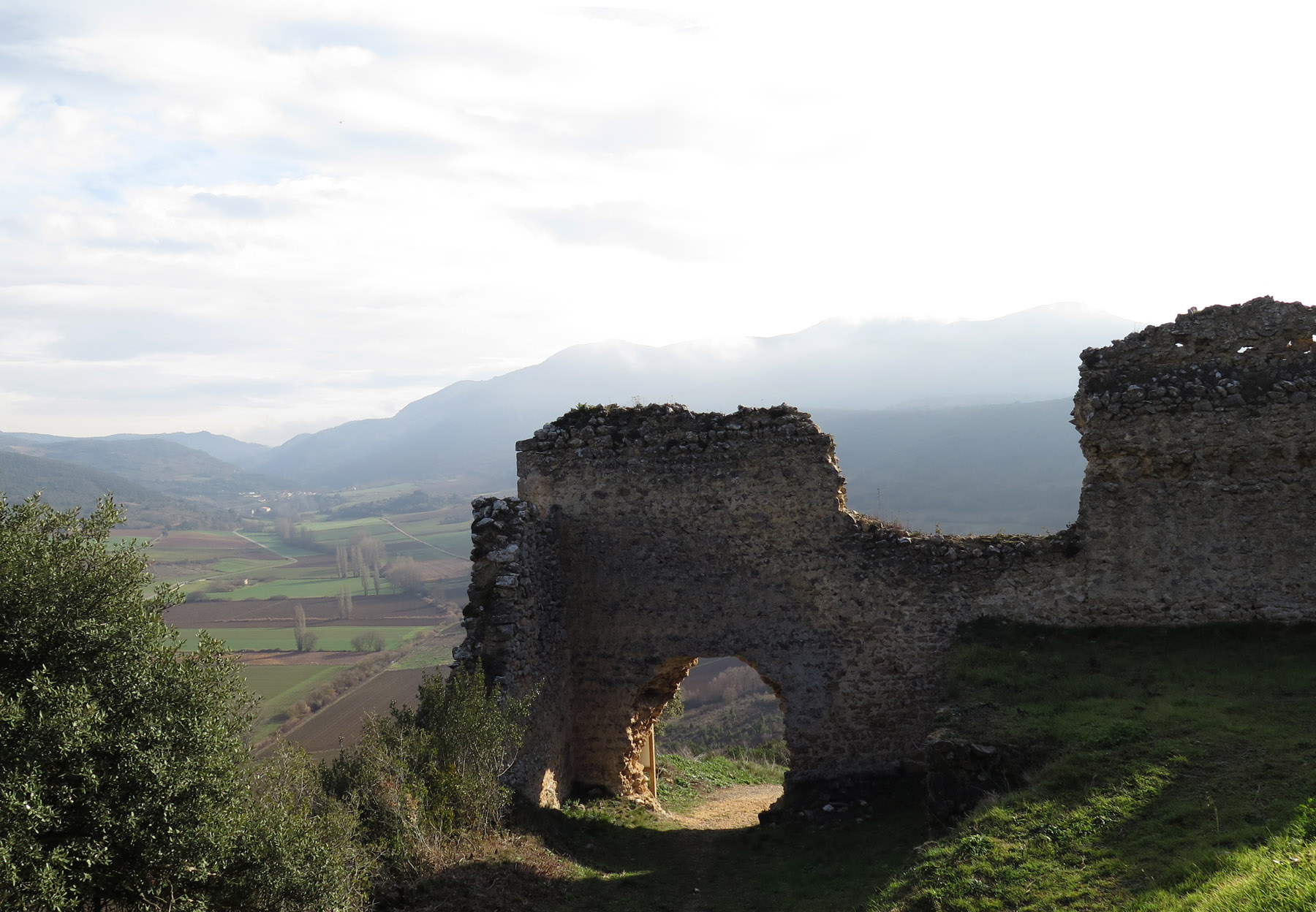
Acceso al castillo y vistas sobre el valle del río Inglares desde él

Debido a su emplazamiento en un risco, es inexpugnable por tres de sus cuatro lados, situándose el acceso por el cuarto. Está formado por la torre de homenaje y un cuerpo rectangular adosado a ella.
En su momento estaba defendido por dos recintos concéntricos que protegían el lado de la entrada y cuyos muros superaban el metro y medio de espesor. Estos recintos están rematados en los extremos por cuatro torres cilíndricas cada uno.

## Otros datos de interés
Existe una ruta balizada denominada la ruta de los castillos, de 14 km, que permite visitar la zona y los otros castillos de la zona como el Castillo de Portilla.